# Lijst van gemeenten in Vrancea

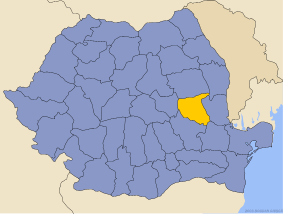
Het district Vrancea

Dit is de lijst van gemeenten in Vrancea, een district in Roemenië.
1. Andreiașu de Jos
2. Bălești
3. Bârsești
4. Boghești
5. Bolotești
6. Bordești
7. Broșteni
8. Câmpineanca
9. Câmpuri
10. Cârligele
11. Chiojdeni
12. Ciorăști
13. Corbița
14. Cotești
15. Dumbrăveni
16. Dumitrești
17. Fitionești
18. Garoafa
19. Golești
20. Gugești
21. Gura Caliței
22. Homocea
23. Jariștea
24. Jitia
25. Măicănești
26. Mera
27. Milcovul
28. Movilița
29. Nănești
30. Năruja
31. Negrilești
32. Nereju
33. Paltin
34. Păunești
35. Poiana Cristei
36. Pufești
37. Răcoasa
38. Reghiu
39. Ruginești
40. Sihlea
41. Slobozia Bradului
42. Slobozia Ciorăști
43. Soveja
44. Străoane
45. Suraia
46. Tâmboești
47. Tănăsoaia
48. Tătăranu
49. Tulnici
50. Țifești
51. Urechești
52. Valea Sării
53. Vânători
54. Vârteșcoiu
55. Vidra
56. Vintileasca
57. Vizantea-Livezi
58. Vrâncioaia
59. Vulturu

Andreiașu de Jos · Bălești · Bârsești · Boghești · Bolotești · Bordești · Broșteni · Câmpineanca · Câmpuri · Cârligele · Chiojdeni · Ciorăști · Corbița · Cotești · Dumbrăveni · Dumitrești · Fitionești · Garoafa · Golești · Gugești · Gura Caliței · Homocea · Jariștea · Jitia · Măicănești · Mera · Milcovul · Movilița · Nănești · Năruja · Negrilești · Nereju · Paltin · Păunești · Poiana Cristei · Pufești · Răcoasa · Reghiu · Ruginești · Sihlea · Slobozia Bradului · Slobozia Ciorăști · Soveja · Străoane · Suraia · Tâmboești · Tănăsoaia · Tătăranu · Tulnici · Țifești · Urechești · Valea Sării · Vânători · Vârteșcoiu · Vidra · Vintileasca · Vizantea-Livezi · Vrâncioaia · Vulturu
Alba · Arad · Argeș · Bacău · Bihor · Bistrița-Năsăud · Botoșani · Brașov · Brăila · Buzău · Caraș-Severin · Călărași · Cluj · Constanța · Covasna · Dâmbovița · Dolj · Galaţi · Giurgiu · Gorj · Harghita · Hunedoara · Ialomița · Iași · Ilfov · Maramureș · Mehedinți · Mureș · Neamț · Olt · Prahova · Satu Mare · Sălaj · Sibiu · Suceava · Teleorman · Timiș · Tulcea · Vaslui · Vâlcea · Vrancea